# 迪倫與寇爾·史普洛茲
迪倫·托馬斯·史普洛茲（英語：Dylan Thomas Sprouse）與寇爾·米切爾·史普洛茲（Cole Mitchell Sprouse，1992年8月4日—）雙胞胎童星出身的美國演員。他們合稱為迪倫與寇爾·史普洛茲（Dylan and Cole Sprouse）或史普洛茲兄弟（Sprouse brothers，通常簡稱）。兩人第一次在戲劇片中主演是在《冒牌老爸》中與亞當·山德勒一同並肩演出。接著他們便在幾個情景喜劇中演出和在DVD首映的電影中主演，包括《我看見媽媽親吻聖誕老人》和《只為了好玩》。
2005年，他們在迪士尼頻道的情景喜劇《小查與寇弟的頂級生活》中主演。由於該系列的成功，媒體在十三歲以下和青少年觀眾中稱他們為「心臟跳動（heartthrobs）」和「壓倒性的吸引力（overwhelming draws）」。次年，他們推出被稱為史普洛茲兄弟品牌的專利權，包括服裝系列、圖書系列和雜誌。除了服裝系列外，大部分的史普洛茲專利權在2008年結束。《小查與寇弟的頂級生活》在2008年改組為《小查與寇弟的頂級遊輪生活》，其中他們再次飾演查克與寇弟。《小查與寇弟的頂級遊輪生活》在2008和2009年成為最多兒童觀看的電視節目。該節目在2011年5月結束。他們也在同年3月上映的《小查與寇弟的頂級冒險》（The Suite Life Movie）中主演。他們開始在獨立的戲劇懸疑片《蘋果小鎮的國王》（2009）中主演以培養成人的形象。
迪倫與寇爾是2007和2010年最富有的兒童之二，也是迪士尼最高薪的青少年電視劇演員，每集合計賺進$40,000美元。MSN在2000年代末尾時報導稱他們是世界上最富有的青少年雙胞胎兄弟。在2010年，兩兄弟被允許進入紐約大學。他們將該錄取推遲了一年，並在2011年秋季開始讀大學。

## 早年
史普洛茲兄弟在義大利阿雷佐一間名叫「提格納里診所（Clinica Tanganelli）」的小醫院出生，由美國父母馬修·史普洛茲（Matthew Sprouse）和梅拉妮·懷特（Melanie Wright）在托斯卡納的英語學校教書時所生。迪倫的名字來自詩人狄蘭·湯瑪斯，而寇爾的名字來自爵士歌手和鋼琴家納·京·高爾。迪倫比寇爾早15分鐘出生。兩人在出生四個月後便搬回父母的故鄉加利福尼亞州長灘。迪倫與寇爾演戲所賺的錢部分被用在加利福尼亞州的卡拉巴薩斯買一間房子，他們的家人截至2012年夏天仍住在那裏。

## 戲劇演出

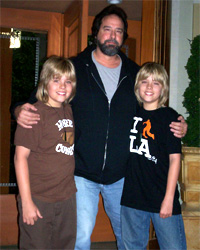
迪倫（左）與寇爾（右），與他們的表演教練加里·斯帕茨（Gary Spatz），2007年

史普洛茲兄弟在八個月大時便遵循身為戲劇導師和女演員的祖母裘莉·布斯·懷特（Jonine Booth Wright）的建議開始演戲。雙胞胎的首次亮相是在一齣尿布廣告中，每隔幾秒鐘便切換在螢幕上的時間。由於加利福尼亞州的兒童勞動法限制兒童一天內可以拍攝的時間，所以如同許多雙胞胎一樣，他們兩人常常演出相同的角色。讓雙胞胎演同一個角色可以增加該角色可以拍攝的時間。在八個月大時開始，兩人便在ABC的系列影集《火災之下的雍容》中出演同一個角色派翠克·凱利（Patrick Kelly）。
1999年，兩人在電影《冒牌老爸》中第一次主演，其中他們共同演出一個五歲大的男孩名叫朱立安（Julian），被亞當·山德勒飾演的角色桑尼·考弗（Sonny Koufax）所收養。雖然該片獲得的評論褒貶不一，兩人在電影中的角色也獲多個獎項提名。然而，他們並沒有獲得任何獎項。同年，他們也在驚悚片《太空異種》中出演一個小角色。史普洛茲兄弟注意到，在《冒牌老爸》推出後，他們的事業生涯進入了一個緩慢的時期，並有一段時間沒有接到任何主要角色。2000年代早期，這對雙胞胎有在《噩夢室》和《70年代秀》中出現幾集，也有在《瘋電視》、《變裝大師》和《亞當·山德勒的驚奇八夜》中飾演角色。2001年寇爾開始在電視劇《六人行》中出現，飾演羅斯·蓋勒的兒子班恩（Ben），這個角色沒有與迪倫共同演出。
他們在《我看見媽媽親吻聖誕老人》和《只為了好玩》中都有出現，而這兩者都是錄影帶首映的家庭電影。《卷軸電影評論》（Reel Film Reviews）的大衛·努賽爾（David Nusair）說他們在《只為了好玩》中的演出「並不是我所見過最差勁的兒童演員……但他們的確有很多地方有待改進」。迪倫與寇爾接著在迪士尼頻道的原創影集《小查與寇弟的頂級生活》中演出，其中他們分別扮演同卵雙胞胎查克與寇弟·馬丁。該影集在2005年3月首播，創造了收視佳績。作為他們參與迪士尼演出的一部分，兩兄弟還成了迪士尼頻道明星圈11人小組的一部分，並與其他成員共同演唱《夢就是你心中的願望》，作為迪士尼電影《仙履奇緣》的特別版中的花絮發行。他們也有參加迪士尼全明星賽。

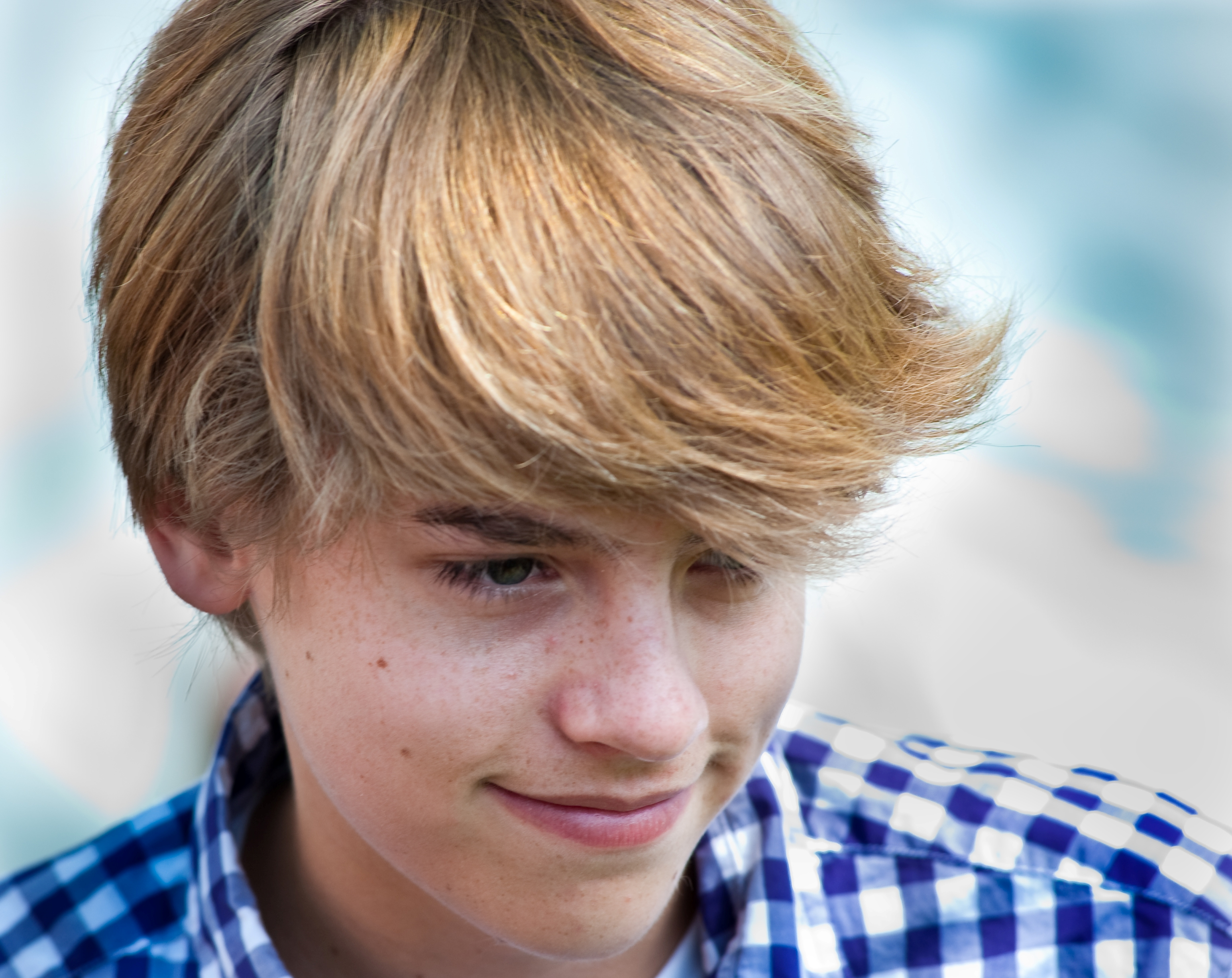
寇爾·史普洛茲在2010年白宮復活節滾彩蛋比賽

史普洛茲兄弟在獨立電影《巧克力貓王》中飾演同個角色耶利米（Jeremiah）。該電影在2004年製作，但在2006年3月戲院才上映，當它在美國三間戲院上映時，國內最終票房收入是$29,000美元。哈維·卡登（Harvey Karten）讚美他們的演出說「演得是全部最好的」，而《舊金山記事報》的塔瑪拉·斯特勞斯（Tamara Straus）說他們是「這部電影唯一的救贖恩典」。2007年，兩人拍了《乞丐王子》。常識媒體的凱莉·R·威登（Carrie R. Wheadon）說這部電影是「只適合查克與寇弟粉絲的乏味故事」。史普洛茲兄弟在動畫電影《另類聖誕節》中與布蘭達·宋和艾蜜莉·奧斯蒙都有配音角色。迪倫也為迪士尼的《雪狗兄弟》（Snow Buddies）中的沙斯塔（Shasta）配音。兩兄弟在戲劇片《蘋果小鎮的國王》擔任主演，該電影是根據小說「湯姆歷險記」改編，並由鮑比·莫瑞斯科執導，阿曼達·莫瑞斯科（Amanda Moresco）編劇，在德克薩斯州的新布朗費爾斯拍攝，該電影原本估計會在2008年冬季發行，2009年12月12日，《蘋果小鎮的國王》在有限的戲院上映，並在2010年4月的新港灘電影節正式上映。
他們出現在2009年5月發行的《時人雜誌》封面，及在第八十頁的特別版「小查與寇弟的頂級遊輪生活」專訪上。兩兄弟在2009年的夏天開始拍攝另一部現代吐溫故事的電影。該電影的暫定標題為《文明的》（Sivilized），而且是《頑童歷險記》的現代版本。然而，在2010年中期，迪倫表示他們不會繼續演那部電影，部分是因為他們「長大了而不適合」該電影。2009年，他們成為達能集團的兒童優酪乳的新面孔，他們的代言協議在2010年更新。在2010年8月，兩兄弟簽了Nintendo DS的代言協議。
截至2011年早期至中期，迪倫和寇爾沒有參與任何演出計畫，並分別專注在藝術和攝影的大學學業中。然而，迪倫表示他們在上大學時仍會繼續演戲。迪倫和寇爾截至2011年由威廉·莫里斯奮進娛樂公司所代表。

## 史普洛茲兄弟品牌
2005年，史普洛茲兄弟與雙星娛樂簽署了一份授權協議，以生產史普洛茲品牌的商品給十三歲以下和青少年的市場，史普洛茲兄弟品牌包括服裝系列、漫畫系列和雜誌，以及個人衛生系列和運動服飾系列。迪倫說他們想要讓這個品牌「接觸到書呆子群體和很酷的群體」和「迎合每個人的愛好」。一份針對男孩市場，由雙星與休閒出版社LLC在2006年發行的雜誌名為《史普洛茲兄弟代碼》（Sprouse Bros. Code）。西蒙與舒斯特公司（Simon & Schuster Inc.）出版了兩冊的圖書系列名為《史普洛茲兄弟 47 R.O.N.I.N.》（Sprouse Bros. 47 R.O.N.I.N.），其中描述史普洛茲兄弟為「年輕的詹姆士·龐德或臥底探員」，該圖書系列仍持續出版。2008年，兩兄弟結束了他們與歐森的雙星公司的聯繫，但該公司繼續出售他們的服裝系列。他們服裝系列的產品在網路上獨家銷售截至2012年3月中旬，直到該網路商店無法再被連上時。

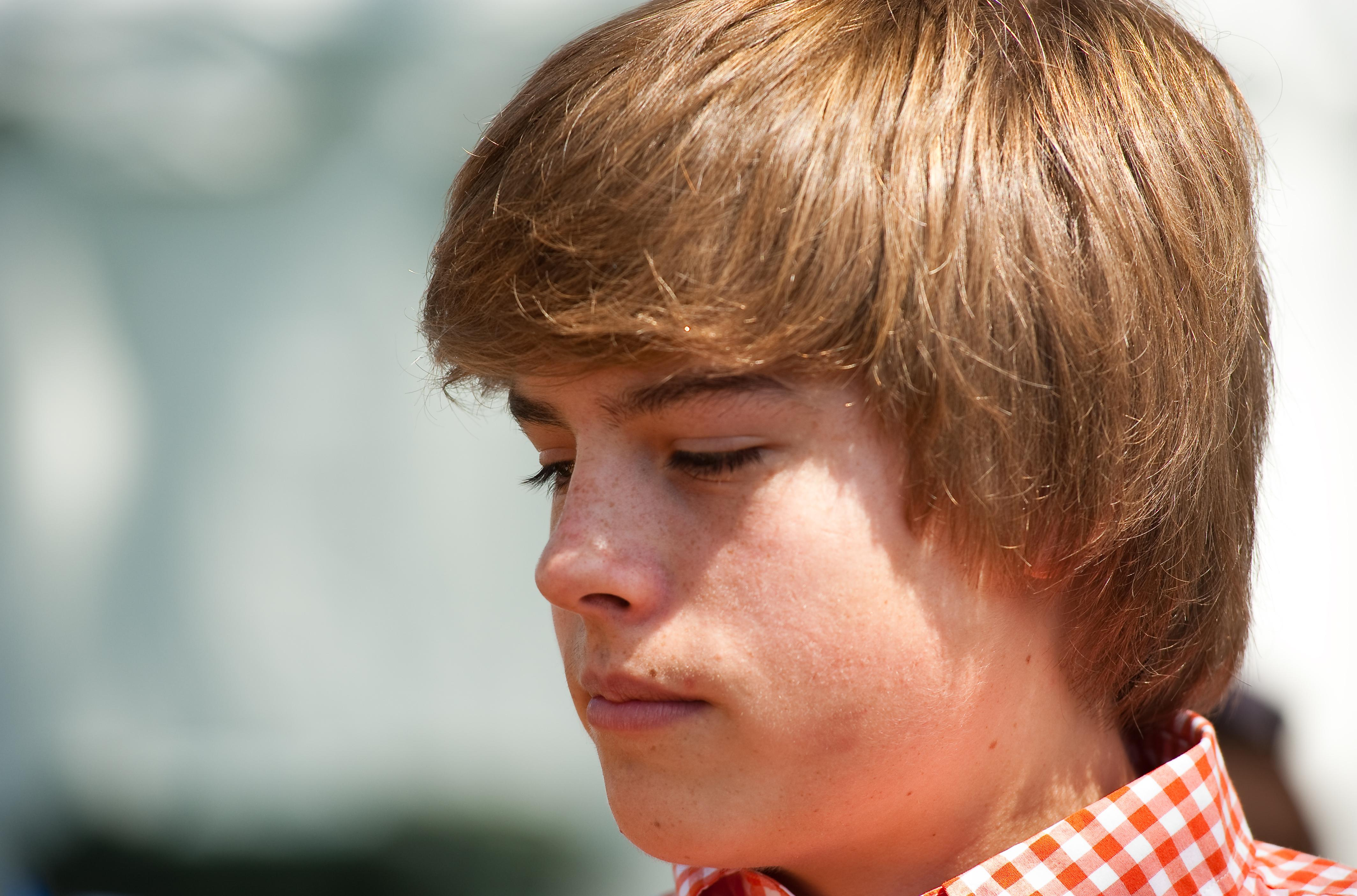
迪倫·史普洛茲在2010年白宮復活節滾彩蛋比賽

## 個人生活
迪倫·史普洛茲表示在《小查與寇弟的頂級生活》成名後的經驗是「有點可怕，一切怎麼變動得那麼快」，而且在這一年之前「這一切都沒有發生，就如同『頂級生活』般」，和他等不及要到未來。當在拍《小查與寇弟的頂級生活》時，兩人每天接受三小時的初級家教，並據說他們得到「連續的A和優等成績」。在他們高中的最後一年，兩兄弟都上了大學先修課程。迪倫上AP心理學和AP西班牙語，寇爾上AP心理學和AP政治學。
兩人的家庭有養三隻狗：屬於迪倫和寇爾的布巴（Bubba）、屬於他們父親的粉紅（Pinky）、屬於他們後母的咖哩（Curry）。他們最喜歡的演員和聯合主演是亞當·山德勒。迪倫曾說亞當是他「演技的榜樣」而且他們從他那裏學到很多有關喜劇的事。2010年中期，迪倫為他的藝術品推出了一個網站名叫史普洛茲藝術（Sprouse Arts），而在2011年中期，寇爾為他的攝影作品推出了一個網站名叫寇爾·史普洛茲攝影（Cole Sprouse Photography）。
2010年，雙胞胎兩人都被允許進入紐約大學。他們初步計畫在2010年的秋天開始上大學，然而，他們推遲了一年。迪倫最初計畫主修美術／工作室藝術，副修經濟學；而寇爾則計畫主修電影和電視製作，副修戲劇。相反地，他們都加入了可自己選擇課程的加勒廷個性化學習學院。寇爾專注在他的人文科學和考古學課程上，迪倫則專注在電子遊戲設計上。2011年，迪倫被選為紐約大學的第三大道北宿舍大樓主席 。

## 影視作品
- 「背景顏色       代表共同角色」
- 「粗體代表配音角色」

| 年份 | 標題                   | 迪倫飾演                                        | 寇爾飾演                                        | 註釋                               |
| ---- | ---------------------- | ----------------------------------------------- | ----------------------------------------------- | ---------------------------------- |
| 1999 | 太空異種               | 雙胞胎之一                                      | 雙胞胎之一                                      |                                    |
| 1999 | 冒牌老爸               | 朱立安·麥格拉斯（Julian McGrath）               | 朱立安·麥格拉斯（Julian McGrath）               |                                    |
| 2001 | 慾亂日誌               | 小沙米（Sammy Jr.）                             | 小沙米（Sammy Jr.）                             | 錄影帶首映                         |
| 2001 | 我看見媽媽親吻聖誕老人 | 賈斯汀·卡弗（Justin Carver）                    | 賈斯汀·卡弗（Justin Carver）                    |                                    |
| 2002 | 變裝大師               | 年輕開心果迪斯凱西（Young Pistachio Disguisey） | 年輕開心果迪斯凱西（Young Pistachio Disguisey） |                                    |
| 2002 | 驚奇八夜               | K-B玩具士兵（K-B Toys Soldier）                 | K-B玩具士兵（K-B Toys Soldier）                 |                                    |
| 2003 | 蘋果白蘭地             | 傑克·派恩（Jack Pyne）                          | 傑克·派恩（Jack Pyne）                          |                                    |
| 2003 | 只為了好玩             | 迪倫·馬丁                                       | 寇爾·馬丁                                       | 錄影帶首映                         |
| 2004 | 巧克力貓王             | 老耶利米（Older Jeremiah）                      | 老耶利米（Older Jeremiah）                      |                                    |
| 2005 | 小豬儲蓄罐             | 年輕的約翰（Young John）                        | 不適用                                          | 備用標題：天生殺手（Born Killers） |
| 2006 | 另類聖誕節             | 小孩                                            | 小孩                                            | 錄影帶首映                         |
| 2007 | 現代吐溫故事：乞丐王子 | 湯姆·坎蒂（Tom Canty）                          | 埃迪·都鐸（Eddie Tudor）                        |                                    |
| 2008 | 雪狗兄弟               | 沙斯塔（Shasta）                                | 不適用                                          | 錄影帶首映                         |
| 2009 | 蘋果小鎮的國王         | 威爾（Will）                                    | 克萊頓（Clayton）                               |                                    |
| 2010 | 功夫馬古               | 賈斯汀·馬古（Justin Magoo）                     | 布拉德·蘭德里（Brad Landry）                    | 錄影帶首映                         |
| 2011 | 小查與寇弟的頂級冒險   | 查克·馬丁                                       | 寇弟·馬丁                                       | 迪士尼頻道原創電影                 |

| 年份       | 標題                     | 迪倫飾演                     | 寇爾飾演                     | 註釋                                                                |
| ---------- | ------------------------ | ---------------------------- | ---------------------------- | ------------------------------------------------------------------- |
| 1993－1998 | 火災之下的雍容           | 派翠克·凱利（Patrick Kelly） | 派翠克·凱利（Patrick Kelly） | 全112集，主要角色                                                   |
| 1998       | 瘋電視                   | 小孩                         | 小孩                         | 「第3.22集」                                                        |
| 2000－2002 | 六人行                   | 不適用                       | 班恩·蓋勒（Ben Geller）      | 共七集                                                              |
| 2001       | 噩夢室                   | 巴迪（Buddy）                | 巴迪（Buddy）                | 「你所希望的恐怖（Scareful What You Wish For）」（第一季，第二集）  |
| 2001       | 70年代秀                 | 鮑比（Bobby）                | 比利（Billy）                | 「沮喪的艾立克（Eric's Depression）」（第四季，第二集）             |
| 2005－2008 | 小查與寇弟的頂級生活     | 查克·馬丁                    | 寇弟·馬丁                    | 主角，迪士尼頻道原創影集，全87集                                    |
| 2006       | 變身國王上學記           | 扎姆（Zam）                  | 以星（Zim）                  | 「Oops, All Doodles/Chipmunky Business」（第一季，第13集）          |
| 2006       | 天才魔女                 | 查克·馬丁                    | 寇弟·馬丁                    | 「That's So Suite Life of Hannah Montana」（第四季，第11集）        |
| 2008       | 聽吉姆說                 | 自己                         | 自己                         | 「我喝了你的奶昔」（第七季，第13集）                                |
| 2008－2011 | 小查與寇弟的頂級遊輪生活 | 查克·馬丁                    | 寇弟·馬丁                    | 主角，迪士尼頻道原創影集，全71集                                    |
| 2009       | 少年魔法師               | 查克·馬丁                    | 寇弟·馬丁                    | 「Cast-Away (To Another Show)」（第二季，第25集）                   |
| 2009       | 孟漢娜                   | 查克·馬丁                    | 寇弟·馬丁                    | 「Super(stitious) Girl」（第三季，第19集）                          |
| 2010       | 爆音家族                 | 查克·馬丁                    | 寇弟·馬丁                    | 「Weasels on Deck」（第一季，第17集）                               |
| 2012       | 鬧青春                   | 自己                         | 自己                         | 「寇爾和迪倫·史普洛茲（Cole and Dylan Sprouse）」（第一季，第21集） |
| 2017       | 河谷鎮                   | 不適用                       | Junghead Jounes              | 「寇爾史普洛茲（Cole Sprouse）」（第一季）                          |

## 提名與得獎
| 年份 | 獎項           | 作品                     | 類型                                       | 寇爾 | 迪倫   |
| ---- | -------------- | ------------------------ | ------------------------------------------ | ---- | ------ |
| 1999 | 年輕明星獎     | 冒牌老爸                 | 「最佳喜劇片年輕男演員獎」                 | 提名 | 提名   |
| 2000 | MTV電影大獎    | 冒牌老爸                 | 「最佳螢幕雙子獎」                         | 提名 | 提名   |
| 2000 | 百視達娛樂獎   | 冒牌老爸                 | 「最受喜愛喜劇男配角獎」                   | 提名 | 提名   |
| 2000 | 青年藝術家獎   | 冒牌老爸                 | 「最佳年齡十或以下的年輕故事片男演員獎」   | 提名 | 提名   |
| 2006 | 青年藝術家獎   | 小查與寇弟的頂級生活     | 「最佳年輕電視影集（喜劇或戲劇）男主角獎」 | 提名 | 提名   |
| 2007 | 兒童選擇獎     | 小查與寇弟的頂級生活     | 「最受喜愛電視男演員獎」                   | 提名 | 不適用 |
| 2007 | 青年藝術家獎   | 小查與寇弟的頂級生活     | 「最佳年輕電視影集（喜劇或戲劇）男主角獎」 | 提名 | 提名   |
| 2007 | 流行明星雜誌獎 | 小查與寇弟的頂級生活     | 「最受喜愛電視男演員獎」                   | 提名 | 提名   |
| 2008 | 兒童選擇獎     | 小查與寇弟的頂級生活     | 「最受喜愛電視男演員獎」                   | 提名 | 提名   |
| 2008 | 流行明星雜誌獎 | 小查與寇弟的頂級生活     | 「最受喜愛電視男演員獎」                   | 提名 | 提名   |
| 2009 | 兒童選擇獎     | 小查與寇弟的頂級生活     | 「最受喜愛電視男演員獎」                   | 提名 | 獲獎   |
| 2009 | 流行明星雜誌獎 | 小查與寇弟的頂級遊輪生活 | 「最受喜愛電視男演員獎」                   | 提名 | 提名   |
| 2010 | 兒童選擇獎     | 小查與寇弟的頂級遊輪生活 | 「最受喜愛電視男演員獎」                   | 提名 | 獲獎   |
| 2011 | 兒童選擇獎     | 小查與寇弟的頂級遊輪生活 | 「最受喜愛電視男演員獎」                   | 提名 | 獲獎   |

## 唱片
- 2005年 – 「夢就是你心中的願望（英语：A Dream is a Wish Your Heart Makes）」在DisneyMania 4[97]
- 2008年 – 「夢就是你心中的願望（英语：A Dream is a Wish Your Heart Makes）」在Princess DisneyMania[98]

## 外部連結
- Cole Sprouse Photography
- Sprouse Arts
- 寇爾·史普洛茲在互联网电影资料库（IMDb）上的資料（英文）
- 迪倫·史普洛茲在互联网电影资料库（IMDb）上的資料（英文）
- 迪倫·史普洛茲的X（前Twitter）
- 寇爾·史普洛茲的X（前Twitter）